# 1975 في المغرب
فيما يلي قوائم الأحداث التي وقعت خلال عام 1975 في المغرب.

## الحكم
- الملك – الحسن الثاني.
- رئيس الحكومة – أحمد عصمان.
- وزير الداخلية – محمد بنهيمة ومحمد حدو الشيكر.

## الأحـداث
- 16 أكتوبر 1975 – إعلان عن المسيرة الخضراء من طرف الحسن الثاني.[1]
- 6 نوفمبر 1975 – انطلقت المسيرة الخضراء نحو الأراضي الصحراوية.
- 14 نوفمبر 1975 – وقعت اتفاقية مدريد (هي اتفاقية ثلاثية بين إسبانيا والمغرب وموريتانيا).
- تأسس حزب الاتحاد الاشتراكي للقوات الشعبية
- 3 أغسطس 1975 – كارثة أكادير الجوية (تحطم طائرة من طراز بوينغ 707-321C تابعة لشركة عالية الأردنية والتي اصطدمت بجبل عندما بدأت بالهبوط التدريجي بالقرب من مطار أكادير إنزكان، اكادير، قُتل جميع من على متن الطائرة البالغ عددهم 188).
- 10-22 ديسمبر 1975 – معركتي الكويرة وتيشلا (1975) (عندما اجتاحت قوات الجيش الموريتاني الجزء الجنوبي من الصحراء الغربية).
- 18 ديسمبر 1975 – إغتيال النقابي والسياسي عمر بنجلون.[2]

## تأسيسات
- تأسست مجلة الأطفال مجلة العندليب.
- تأسست إذاعة العيون الجهوية (هي استمرار لإذاعة صوت التحرير والوحدة بطرفاية التي خاضت خلال سنتي 1974 و 1975).
- تأسست جامعة الحسن الثاني بالدار البيضاء.
- تأسست جامعة سيدي محمد بن عبد الله في فاس.
- تأسس حزب الاتحاد الاشتراكي للقوات الشعبية.
- تأسست كلية العلوم القانونية والاقتصادية والاجتماعية (الدار البيضاء).
- تأسست كلية العلوم القانونية والاقتصادية والاجتماعية (عين الشق).

## رياضة
- فاز نادي مولودية وجدة – بالدوري المغربي لكرة القدم 1974–75.
- فاز نادي نادي شباب المحمدية – بكأس العرش المغربي.

- 1 يناير – بطولة العالم للعدو الريفي 1975

## أفـلام
- الضوء الأخضر (فيلم مغربي) للمخرج عبد الله المصباحي.
- غدا لن تتبدل الأرض (فيلم) للمخرج عبد الله المصباحي.
- الشركي أو الصمت العنيف (فيلم) للمخرج مومن السميحي.

## مواليد

### يناير
- 1 يناير – الحسن الحسيني رياضي فرنسي.
- 1 يناير – إدريس مقبول أكاديمي وباحث مغربي.

### مارس
- 11 مارس – ميمون اوعيسى ممثل هولندي.

### أبريل
- 28 أبريل – محمد بنشريفة لاعب كرة قدم مغربي.
- 28 أبريل – هدى الريحاني، ممثلة مغربية.

### يونيو
- 20 يونيو – محمد أمين بنهاشم لاعب كرة قدم مغربي.

### يوليو
- 16 يوليو – يوسف بلخوجة لاعب كرة قدم مغربي.

### أغسطس
- 1 أغسطس – ابتسام لشكر ناشطة نسوية مغربية.
- 5 أغسطس – المصطفى رياض عداء مراثوني بحريني.

### نوفمبر
- 22 نوفمبر – طارق شهاب لاعب كرة قدم مغربي.
- 25 نوفمبر – عبد القادر بنعلي كاتب هولندي.

### ديسمبر
- 10 ديسمبر – ليلى المراكشي

## وفيات
- محمد بن سعيد الصديقي، كاتب مؤرخ إمام وعالم دين مغربي.

### مايو
- 1 مايو – المارشال محمد أمزيان، مارشال مغربي إسباني.

### ديسمبر
- 18 ديسمبر – عمر بنجلون، نقابي وسياسي يساري مغربي.